# Venturia rumicis
Venturia rumicis är en svampart som först beskrevs av Jean Baptiste Desmazières, och fick sitt nu gällande namn av Georg Winter 1885. Venturia rumicis ingår i släktet Venturia och familjen Venturiaceae.   Inga underarter finns listade i Catalogue of Life.